# Kaalasjärvi (plaats)
Kaalasjärvi (ook wel Kaalasluspa) is een dorp in de Zweedse gemeente Kiruna gelegen aan de oostpunt van het gelijknamige meer. Bij Kaalasjärvi begint de Kalixälven (er is een brug over de rivier), die zich door een uitgestrekt moeras wringt naar de Torne. Hoewel het dorp al sinds de 18e eeuw bestaat, werd de weg daarnaar pas in 1935 aangelegd.